# Калинин, Сергей Павлович
Сергей Павлович Калинин (род. 17 марта 1991, Омск) — российский хоккеист. Заслуженный мастер спорта (2014). Серебряный призёр чемпионата России 2012 года. Чемпион мира среди молодёжи 2011 года. Чемпион мира 2014 года. Олимпийский чемпион 2018 года. Чемпион России (2019, 2020). Обладатель Кубка Гагарина в сезоне 2018/19.

## Биография
Хоккеем начал заниматься в Омске в 1998 году. Хват клюшки — левый. Первый тренер — Евгений Александрович Корноухов. Выступал за «Авангард»-2 (2009), «Омские Ястребы» (2010, 2011), «Авангард» (2010—2015). В сезоне 2015 года — капитан омского «Авангарда».
В 2013 году защитил диплом по специальности «Менеджмент организации» в Омском государственном университете путей сообщения.
В феврале 2013 г. продлил контракт с «Авангардом» ещё на два года.
29 мая 2015 года подписал однолетний контракт новичка с «Нью-Джерси Девилз».
23 февраля 2016 года, в матче против «Нью-Йорк Рейнджерс» оформил т. н. «Хет-трик Горди Хоу»
6 июля 2016 года продлил контракт ещё на год на сумму $ 0,8 млн.
18 февраля 2017 года был обменян в «Торонто Мейпл Лифс» в обмен на защитника Виктора Лева. За команду не сыграл ни одного матча, так как сразу был отправлен в фарм-клуб АХЛ «Торонто Марлис».
3 июля 2017 года подписал трёхлетний контракт с петербургским «СКА».
8 августа 2018 года СКА обменял Калинина в ЦСКА на Андрея Кузьменко. 9 августа 2018 года ЦСКА продлил контракт на четыре года до окончания сезона 2021/2022. 19 апреля 2019 года Калинин стал обладателем Кубка Гагарина и чемпионом России. 3 июля 2020 года в связи с досрочным завершением розыгрыша Кубка Гагарина повторно стал чемпионом России. 13 июля 2020 года ЦСКА расторг контракт по обоюдному соглашению сторон.
15 июля 2020 года Калинин подписал с «Трактор» контракт на два года до окончания сезона 2021/2022. 30 апреля 2022 года подписал новый контракт с клубом до конца сезона-2023/24. 30 апреля 2024 года «Трактор» объявил, что не будет предлагать нападающему новый контракт.
15 октября 2024 года «Витязь» объявил о подписании двухлетнего контракта с Калининым.

## Достижения
- Участник Кубка вызова 2010.
- Победитель Subway Super Series 2010 в составе молодёжной сборной России.
- Чемпион мира по хоккею среди молодёжных команд 2011.
- Обладатель серебряных медалей чемпионата КХЛ в составе Авангарда сезона 2011/2012.
- Чемпион мира по хоккею 2014 г.
- Бронзовый призёр Чемпионата мира по хоккею 2016 г.
- Олимпийский чемпион по хоккею 2018 г.
- Обладатель бронзовых медалей чемпионата КХЛ в составе СКА сезона 2017/2018.
- Обладатель Кубка Гагарина в составе ЦСКА в сезоне 2018/2019
- Чемпион России по хоккею в составе ЦСКА в сезоне 2018/2019 и 2019/2020[13].
- Обладатель бронзовых медалей чемпионата КХЛ в составе Трактора сезона 2021/2022[14] и 2023/2024[15]

## Статистика
| Легенда | Легенда                    | Легенда | Легенда                   | Легенда | Легенда    |
| ------- | -------------------------- | ------- | ------------------------- | ------- | ---------- |
| И       | Количество проведённых игр | Штр     | Штрафное время            | +/−     | Плюс-минус |
| Г       | Голы                       | П       | Голевые передачи          | О       | Очки       |
| -       | Статистика неизвестна      | —       | Статистика не учитывалась |         |            |

### Клубная карьера
- a В этом сезоне в «Плей-офф» учитывается статистика игрока в Кубке Надежды.